# Jannik Steimle
Jannik Steimle (født 4. april 1996 i Weilheim an der Teck) er en professionel cykelrytter fra Tyskland, der er på kontrakt hos Q36.5 Pro Cycling Team. Han har været U23-verdensmester i mountainbike.
Efter knapt to måneder som stagiaire hos Deceuninck-Quick Step, skrev han i september 2019 en toårig kontrakt med det belgiske hold. I starten af januar 2020 blev han opereret i hjertet.